# Lesches
 Lesches  es una población y comuna francesa, en la región de Isla de Francia, departamento de Sena y Marne, en el distrito de Torcy y cantón de Thorigny-sur-Marne.

## Demografía
| 184 | 221 | 225 | 212 | 184 | 180 | 188 | 183 | 166 | 163 | 154 | 162 | 132 | 142 | 141 | 145 | 122 | 152 | 163 | 151 | 163 | 140 | 138 | 160 | 149 | 268 | 315 | 332 | 331 | 386 | 572 | 534 | 648 |
| Para los censos de 1962 a 1999 la población legal corresponde a la población sin duplicidades (Fuente: INSEE [Consultar]) |     |     |     |     |     |     |     |     |     |     |     |     |     |     |     |     |     |     |     |     |     |     |     |     |     |     |     |     |     |     |     |     |